# Cordylochele
Cordylochele är ett släkte av havsspindlar som beskrevs av Georg Ossian Sars 1888. Cordylochele ingår i familjen Callipallenidae.
Släktet innehåller bara arten Cordylochele longicollis.